# نیکل (II) هیدروکسید
هیدروکسید نیکل(II) (به انگلیسی: Nickel(II) hydroxide) با فرمول شیمیایی Ni(OH)۲ یک ترکیب شیمیایی با شناسه پاب‌کم ۶۱۵۳۴ است. که جرم مولی آن ۹۲٫۷۰۸ g/mol می‌باشد. شکل ظاهری این ترکیب، بلورهای جامد زرد است.